# Botnhø
Botnhø är en bergstopp i Antarktis. Den ligger i Östantarktis. Norge gör anspråk på området. Toppen på Botnhø är 1 605 meter över havet, eller 302 meter över den omgivande terrängen. Bredden vid basen är 3,8 km.
Terrängen runt Botnhø är kuperad västerut, men österut är den platt. Trakten är obefolkad. Det finns inga samhällen i närheten. 